# Landau Alajos
Landau Alajos, Landau Alajos József (Pest, 1833. január 20. – Budapest, 1884. április 10.) főreáliskolai rajztanár, oktatáspolitikus, fotográfus. Létay Gusztáv testvére.

## Élete
Landau Lénárd festő, grafikus és Schöft Alojzia fiaként született, 1833. január 21-én keresztelték Pesten, a belvárosi római katolikus plébánián. 1848 előtt elvégezte a gimnáziumot Pesten, utána a képzőművészeti akadémiát Bécsben, majd 1852-ben segédtanító lett apja mellett, aki pesti nép- és városi rajztanító volt. Néhány év múlva továbbtanulásra újra a bécsi képzőművészeti akadémiára ment, majd 1859-ben a szegedi reáltanodánál kötött ki, ahol rajzot és szépírást oktatott. Az 1862-es nyári iskolai szünidő alatt sajátította el a fényképezést, ősszel megnyitotta napfény(üveg)műtermét a Búza téren, a Korda-Dáni házban (Dáni utca 7.), majd új műtermet rendezett be a Szentháromság utcai Rohrbach-házban. Ehhez művészi látásmódra, kézügyességre és nem kis mértékű vegyészeti tudásra is szükség volt. Az akkori, ún. „nedves technika” csupán 6-8 percnyi időt engedett meg az emulzió üveglapra vitele, az expozíció és az előhívás teljes folyamatára. A műtermen kívüli felvételekhez ezért egész laboratóriumot kellett magával vinnie. Műtermi képein a festészeti látásmód érvényesült. 1864-ben az ínségkonyhát, a nőegylet által fenntartott „levesosztó intézetet” fényképezte. 1867-ben egy vitás építkezési ügy kapcsán az Oskola utca páros oldala elejét örökítette meg. 1870-ben a fényképészettől visszavonult, ezután csak a rajztanításnak élt.
1871-ben a vallás- és közoktatási miniszter a németországi rajziskolák tanulmányozására kiküldte; visszatérte után 1872. szeptember 16-án az akkor felállított pesti VI. kerületi főreáliskolához nevezték ki rajztanárnak. Az országos közoktatási tanács tagjaként jelentős befolyással bírt a rajzoktatás tervének meghatározására. Mint az országos tanáregylet tagja, egyik főindítványozója volt az országos rajzkiállításnak, amelyet 1875-ben rendeztek meg. A közgyűléseken és a választmányi üléseken lelkesen képviselte a rajztanítás ügyét, vitatta és népszerűsítette a legújabb módszereket. 1874–76-ban a tanárképző gyakorló gimnáziumban a rajztanítás vezetője, és 1876-tól műegyetemi magántanár volt. A tanítás körüli tevékenységét gyakran félbeszakította szívbaja. Fiának 1883-as halála mélyen lesújtotta, és 1884. április 10-én 51 évesen, Budapesten ő is elhunyt bélhurut következtében. Arckép nem maradt fenn róla. Felesége Gluzek Malvina volt.
Cikkei megjelentek a Néptanítók Lapjában (A rajzolásról általában, 1870), a szegedi Főreáliskola Értesítőjében (A rajznak, mint művelődési eszköznek, taníttatása az iskolákban és módszeres kezelése, 1872), a budapesti VI. Kerületi Főreálisola Értesítőjében (Műtörténelmi előadások szüksége a középtanodákban, 1873); az Országos középtanodákban); az Országos Középtanodai Tanár-egylet Közlönyében (1873–1874. VI. A középtanodai rajztanításról, VII. A középtanodai rajztanításról, VII. A középtanodai rajztanítás reformja Ausztriában), a Magyar Tanügyben (II. 1873. A szabadkézrajz a reáliskolában, III. 1874. A gymnasiumi rajzoktatáshoz)

## Munkái
- A diszítményrajz elemei. Alreál- és algymnasiumok számára. Szeged, 1870 (2. kiadás. Pest, 1872) három füzet
- Arányok szerinti rajzolás. Módszeres rajziskola. Hely n., 1879–83, hat füzet (96 ábrával)
- Rajzoló geometria. Bevezetés a geometriába rajzolás alapján. A gymnasiumi új tanterv és az utasításban foglalt tervek szerint. Bpest, 1881, három füzet, 245. ábrával (Wohlrab Flórissal együtt, 2. jav. kiadás 1882–83, I. 3. k. 1884, 4. k. 1886, 6. k. 1886, 7. k. 1896, II. 3. k. 1885, 4. jav. k. 1887, 5. k. 1889, III. 3. k. 1896, 4. jav. k. 1889, 5. k. 1891)